# 256697 Nahapetov
256697 Nahapetov este un asteroid din centura principală, descoperit pe 6 ianuarie 2008, de Timur Kriaczko.